# اویگن بوم فون باورک
اویْگِن بوم فن باوِرْک (به آلمانی: Eugen Böhm von Bawerk) آلمانی: [bø:m ˈba:vɛʁk] زاده شده با نام اویگن بوم؛ فوریه ۱۲، ۱۸۵۱ – اوت ۲۷، ۱۹۱۴ اقتصاددان اتریشی بود که نقش مهمی در توسعهٔ مکتب اتریشی اقتصاد داشت. او به‌طور متناوب از ۱۸۹۵ تا ۱۹۰۴ وزیر دارایی اتریش بود و مجموعه نقدهای مبسوطی بر مارکسیسم هم نوشت.

## زندگی
اویگن بوم فون باورک در سال ۱۸۵۱ در اتریش زاده شد. او در دانشگاه وین حقوق خواند و در حین تحصیل در رشته حقوق کتاب اصول اقتصاد کارل منگر را خواند. اگرچه هرگز دانشجوی منگر نبود اما همواره هواخواه او باقی‌ماند. پس از وین، در دانشگاه‌های هایدلبرگ، لایپزیگ و ینا، اقتصاد سیاسی و علوم اجتماعی خواند.
او در سال ۱۸۹۵ وزیر دارایی اتریش شد و در سال‌های ۱۸۹۷و ۱۹۰۰ نیز در این سمت ابقا شد. او در سال ۱۹۰۴ وزارت را ترک گفت و تا زمان مرگش به سال ۱۹۱۴ در دانشگاه وین اقتصاد تدریس کرد. او دانشجویانی همچون لودویگ فن میزس و جوزف شومپتر داشت.

## اندیشه‌ها
جورج رایسمن فون باورک را دومین اقتصاددان مهم مکتب اتریش نامیده و گفته‌است: «برای من کاملاً قانع کننده‌است اگر میزس، بوم باورک را مهمترین اقتصاددان اتریشی دانسته باشد.»
یوزف شومپتر نیز در مقاله طولانی خود با عنوان ده اقتصاددان بزرگ (۱۹۵۲) آثار وی را به تفضیل بیان نموده و وی را یکی از ۵ یا ۶ نفر از بزرگترین اقتصاددانان در همه اعصار معرفی می‌کند.
او در زمینهٔ ارزش و سرمایه و بهرهٔ پول مطالعات و تحقیقاتی انجام داد که در اثر معروفش «سرمایه و بهره پول» بیان شده‌است.
نقد او به نظریات مارکس از مهم‌ترین دلایل شهرت و تأثیرگذاری او بر اقتصاد قرن بیستم است. مارکس در کتاب اول سرمایه می‌گوید که ارزش مبادله ناشی از کار است و «کار اجتماعاً لازم». یعنی نه کار فردی کارگر بلکه کار جمعی مورد نیاز برای تولید یک کالا. مارکس در بخش‌های مختلف اقتصادی به «ترکیب ارگانیک سرمایه» اشاره می‌کند که ما امروز می‌گوییم «شیوهٔ تولید سرمایه‌بر» و «شیوهٔ تولید کاربر». زمانی که ترکیب ارگانیک سرمایه بالا است، یعنی شیوهٔ تولید، سرمایه‌بر است و براساس تئوری مارکس، این معنی را می‌دهد که استثمار کمتر صورت می‌گیرد. چون کارگر کمتر کار می‌کند. مارکس می‌گوید انتقال ارزشی از جایی که ترکیب ارگانیک سرمایه کم است، به جایی که ترکیب ارگانیک سرمایه بیشتر است، صورت می‌گیرد. اما استدلالی که «بوهم باورک» مطرح می‌کند این است که این تئوری متافیزیکی است. این ارزش چیست که از جایی به جای دیگر منتقل شود؟ بوهم باورک می‌گوید در واقعیت چنین چیزی اتفاق نمی‌افتد. باورک می‌گوید آنچه مارکس مطرح کرده تخیلی بیش نیست. علاوه براین، مارکس در جلد سوم «سرمایه» تئوری جدیدی مطرح می‌کند. مارکس جلد اول سرمایه را در زمان حیات منتشر می‌کند. جلد دوم و سوم و چهارم را هم آماده می‌کند اما منتشر نمی‌کند. در این مورد بحث زیاد است که چرا مارکس این سه جلد را منتشر نکرد و بعدها «فردریک انگلس» این سه جلد را منتشر کرد. خیلی از مارکس‌شناسان به این نتیجه رسیدند که او راضی نبود سه جلد جدید را چاپ کند به این دلیل که به بن‌بست رسیده بود. بن‌بستی که از کتاب اول سرمایه وجود داشت و در کتاب سوم نقض آن مطرح شده بود. مارکس در کتاب سوم به این نتیجه رسیده بود که ارزش مبادله کالاها در بازار بر حسب هزینه تولید محاسبه می‌شود.
باورک از اولین اقتصاددانانی بود که در مورد دیدگاه‌های کارل مارکس با جدیت بحث کرد. او این نکته را مطرح کرد که وجود بهره به دلیل استثمار کارگران نیست. کارگران تنها در حالتی می‌توانستند مالک تمام آنچه که تولید کرده‌اند شوند که تولید فرایندی مستقیم و آنی می‌بود، ولی به عقیده بوهم - باورک چون تولید غیرمستقیم و زمان بر است، مقداری از تولید که مارکس آن را از آن کارگران می‌دانست باید صرف غیرمستقیم بودن تولید شود، به این معنا که باید صرف سرمایه شود.
او می‌نویسد که بهره بدون توجه به اینکه سرمایه متعلق به چه کسی باشد باید پرداخت شود. اقتصاددانان جریان اصلی هنوز این استدلال را قبول دارند. باورک سه دلیل ارائه داد که چرا نرخ‌های بهره مثبت هستند. اول اینکه مطلوبیت حاشیه‌ای مردم در طول زمان کاهش می‌یابد چرا که آن‌ها انتظار درآمد بیشتری را در آینده دارند. دوم، به دلایل روانشناختی مطلوبیت حاشیه‌ای یک کالا با زمان کاهش می‌یابد. بنا به هر دو دلیل که امروزه اقتصاددانان آن‌ها را «ترجیحات زمانی مثبت» می‌نامند، مردم مایل به پرداخت نرخ‌های بهره مثبت برای دسترسی به منابع در زمان حال و مصر به دریافت بهره برای از دست دادن چنین دسترسی هستند. اقتصاددانان هر دو این دلایل را
پذیرفته‌اند.
ولی سومین دلیل باورک – اولویت فنی کالاها در زمان حال نسبت به زمان آینده – از لحاظ فهم بسیار مجادله‌آمیزتر و سخت‌تر است. او می‌نویسد تولید فرایندی غیرمستقیم و زمان بر است. تولید از سرمایه که خود تولید شده‌است، برای تبدیل نهاده‌های تولید – مانند زمین و نیروی کار – به کالا استفاده می‌کند. روش‌های تولید غیرمستقیم به این معنا است که مقدار یکسان از نهاده‌های تولید می‌توانند به تولید مقدار بیشتری از کالا بینجامند. بوهم - باورک استدلال می‌کند که بازده خالص سرمایه نتیجه ارزش بیشتری است که توسط غیرمستقیم بودن تولید ایجاد شده‌است.
مهمترین کمک علمی وی به نظریه اقتصادی، تحلیل وی از عنصر زمان و تأثیر آن بر عملکرد سیستم و بالاخص بر قیمت‌ها و درآمدها است.

## آثار

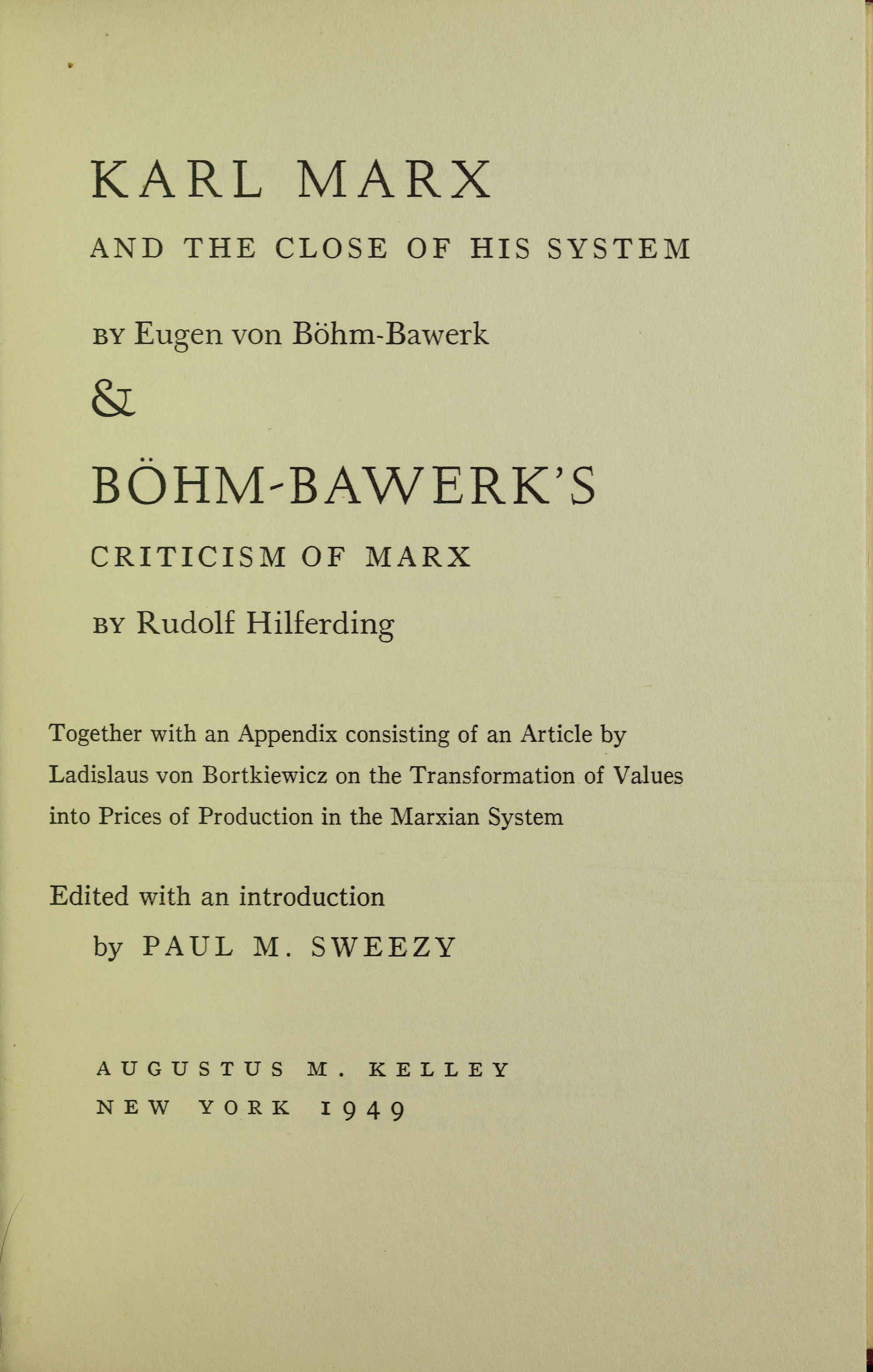
Karl Marx and the close of his system

۱. سرمایه و بهره؛ نخستین کار عمده باورک، کتاب سرمایه و بهره (Capital and Interest) است که در سال ۱۸۸۴ به‌رشته تحریر درآورد. این کتاب یک طبقه‌بندی خسته‌کننده برای بیش از صد نویسنده در پنج دسته نظریه بهره بود و نشان می‌داد که همه آنان ماهیت واقعی بهره را نادیده گرفته‌اند. با شگفتی، نویسندگانی که به راهبرد نهایی بوم باورک نزدیک‌تر بودند، مانند ریکاردو(David Ricardo: 1722-1823))، جونز (William Stanley Jevons: 1835-1882) و منگر (Carl Menger: 1840-1921)، از شدیدترین انتقادها برخوردار شدند.
۲. نظریه اثباتی سرمایه؛ پنج سال بعد از سرمایه و بهره، وی کتاب «نظریه اثباتی سرمایه» را در سال ۱۸۸۹ با عجله و بدون ویرایش نهایی منتشر کرد. در آن سال‌ها بوم باورک به‌جای این‌که ویرایش کتاب «نظریه اثباتی» را به‌طور کامل بازنگری کند، به پاسخ‌گویی یکیک انتقادها دربارهٔ نظریه بهره پرداخت و آن‌ها را در قسمت ضمیمه کتاب نظریه اثباتی در ویرایش دوم (۱۹۰۹) و سوم (۱۹۱۲) اضافه کرد.
۳. پایان نظام مارکسیستی؛ وی در سال ۱۸۹۶ توانست با چاپ کتاب خود با عنوان پایان نظام مارکسیستی (The Close of Marxian System) قدرت جدلی خود را به‌نمایش بگذارد. این کتاب به‌رغم باور نادرست وی به اینکه مارکس هر سه کتاب سرمایه را به‌ترتیب منظم نوشته‌است، یکی از قدرتمندترین حمله‌ها به مارکسیسم بود. این اثر را پل سئیزی (Paul m. Sweezy) (1910) سال ۱۹۹۶ ویرایش کرده و بر آن مقدمه نوشته و مطالب تکمیلی بر آن افزوده‌است.
۴. بنیادهای اصول ارزش اقتصادی؛ بوم باورک مقالات زیادی هم نوشت. یکی از مهم‌ترین آن‌ها با عنوان بنیادهای اصول ارزش اقتصادی (Grundzuge der Theorie Wirtschaftlichen Cuterwerts) است که در سال ۱۸۸۶ نوشته شده؛ ولی به‌زبان انگلیسی ترجمه نشده و در مدرسه اقتصاد لندن تجدید چاپ شده‌است.